# 和硕和婉公主
和硕和婉公主（1734年—1760年）。和恭親王弘昼之嫡长女，乾隆帝之养女。

## 生平
雍正十二年六月二十四日出生，生母為嫡福晉烏札庫氏。乾隆初年被寿康宫太妃抚养，惟內閣大庫折件曾稱其為寧壽宮撫養之公主。因年齡比三公主即後來的固倫和敬公主小而在被稱為四公主，直到乾隆十六年成婚下嫁後才改稱為和硕和婉公主，四公主的稱號改由後來的和碩和嘉公主擁有。
乾隆十五年（1750年）二月，下嫁巴林郡王博尔济吉特氏璘沁之子德勒克。同年十一月十七日巳时行初定礼，十二月十六日寅时行成婚礼，陪嫁公主朝帽簪環首飾等項照和碩公主之例辦理。該年的宫分总折記四公主位下宫女子祥格、敦格、兰格、银格、春秀及多秀六人。
乾隆二十五年三月十七日去世，年僅二十七歲。額駙德勒克在乾隆四十八年才晉為貝子，並且在乾隆五十九年去世。
影視作品：延禧攻略 思婉格格